# (18839) Whiteley
(18839) Whiteley est un astéroïde de la ceinture principale.

## Description
(18839) Whiteley est un astéroïde de la ceinture principale. Il fut découvert le 5 août 1999 à Reedy Creek par John Broughton. Il présente une orbite caractérisée par un demi-grand axe de 2,98 UA, une excentricité de 0,08 et une inclinaison de 10,6° par rapport à l'écliptique.

## Compléments